# جروماكس
جروماكس (بالإنجليزية: GROMACS) هو برنامج مجاني ومفتوح المصدر لمحاكاة الديناميكيات الجزيئية، تم تطويره في الأصل من قبل جامعة جرونينجن في هولندا، ويُستخدم على نطاق واسع في مجال الكيمياء الحيوية والفيزياء الحيوية والكيمياء الحاسوبية.

## الاستخدامات
تم تصميم GROMACS في البداية لمحاكاة البروتينات والليبيدات والأحماض النووية، ولكنه يُستخدم الآن لمحاكاة مجموعة واسعة من الجزيئات في أنظمة متنوعة. يُعد GROMACS أحد أسرع برامج الديناميكيات الجزيئية المتاحة، ويركز على الأداء العالي والكفاءة في استغلال موارد الحاسوب.

## المميزات
- سرعة عالية وكفاءة في استخدام المعالجات.

- دعم لمحاكاة مجموعة كبيرة من أنظمة الجزيئات.

- استخدام خوارزميات دقيقة ومتطورة.

- قابلية للتوسع لتعمل على أنظمة الحوسبة الفائقة.

- مجتمع نشط ومطورون ملتزمون بتحديث البرنامج.

## الإصدارات
إليك بعض إصدارات GROMACS المعروفة:
| الإصدار | تاريخ الإصدار  |
| ------- | -------------- |
| 2024.1  | 25 مارس 2024   |
| 2023.3  | 19 ديسمبر 2023 |
| 2023.2  | 7 سبتمبر 2023  |
| 2023.1  | 28 مارس 2023   |

## متطلبات النظام
يعمل GROMACS على مجموعة من أنظمة التشغيل، بما في ذلك:
- لينكس

- macOS

- ويندوز (عبر WSL أو Docker)

وغالبًا ما يُستخدم على الأنظمة عالية الأداء، مثل الحواسيب الفائقة (supercomputers).

## روابط خارجية
- الموقع الرسمي لـ GROMACS